# Polonium(II)-chlorid
Polonium(II)-chlorid, PoCl2, ist das zweiwertige Chlorid aus der Gruppe der Poloniumhalogeniden.

## Gewinnung
Die Zersetzung von Polonium(IV)-chlorid bei 150 °C lässt Polonium(II)-chlorid entstehen.

## Eigenschaften

### Physikalische Eigenschaften
Das Kristallsystem der Verbindung ist orthorhombisch aufgebaut. Es besitzt die Raumgruppe Pmmm (Raumgruppen-Nr. 47) mit den Gitterparametern a = 3,66 Å, b = 4,34 Å und c = 4,49 Å.

### Chemische Eigenschaften
Poloniumdichlorid ist wie Polonium(IV)-bromid und Polonium(IV)-iodid hygroskopisch. Das Polonium wird durch Wasserstoffperoxid in das vierwertige Po4+ oxidiert. Mit Bromdämpfen reagiert Polonium(II)-chlorid zu pinkem Poloniumdichlorodibromid PoCl2Br2.